# Caroline Gysen
Caroline Gysen dite Karo, née en 1980 à Liège, est une autrice de bande dessinée belge.

## Biographie
Caroline Gysen naît en 1980 à Liège.
Elle fait des études artistiques à l’École supérieure des arts Saint-Luc de Liège, où elle marque son désir de faire de la bande dessinée. Ses projets sous le bras, elle rencontre Yvan Delporte à Bruxelles, scénariste et ancien rédacteur en chef du magazine Spirou. Il lui ouvre la porte de Spirou en 2002 où elle commence par illustrer des sommaires et à la suite de sa rencontre en 2004 avec Jean-Luc Cornette, elle dessine quelques courts récits sous son pseudonyme Karo. Ils sont nommés rédacteurs en chefs d'un numéro spécial de Spirou consacré au Viêt Nam ayant traversé ce pays à la recherche d'auteurs locaux qu'ils publient et réalisent une histoire courte racontant leur périple dans le Nord du pays,.
Un premier album naît de leur collaboration : Câlinée sous X aux éditions Carabas en 2007. Ce one shot décrit des tranches de vie du quotidien d’une jeune femme peintre, en s’attardant sur sa vie sentimentale à différentes périodes de son existence. L’Écho des savanes leur offre l’opportunité de publier des histoires courtes sous le titre générique Arthur et Janet : amours floues, lesquelles seront compilées dans un second album sous le label Drugstore aux éditions Glénat en 2009. Le rédacteur en chef du site ActuaBD qualifie le style graphique de Karo de mignon. Elle est présente dans le premier numéro du magazine Kramix des éditions Le Lombard en 2010, où elle dessine le court récit Zombinou sur un scénario de Sibylline. Pour ce même magazine, elle dessine encore un court récit scénarisé par Koala l'Impur, publié dans le no 4 de juillet-août 2010,. El gladiator contre mango, un scénario de Jerry Frissen illustré par 38 dessinateurs dont Caroline Gysen paraît aux éditions Les Humanoïdes associés en avril 2010. En 2011, elle réalise deux volumes de la série Osez... en BD : Le Kâma-Sûtra et Pimenter la sexualité de votre couple sur des scénarios de Tonia Savage publiés dans la collection « Adulte » aux éditions La Musardine. 
Ensuite, elle développe son site web, et se consacre à l’illustration. 
En 2017, Karo décide de renouer avec la bande dessinée en coscénarisant et en dessinant avec Maud Millecamps une série de six albums qu'elle signe de son nom. En 2021, elle réalise Entreprises VS Amiante — une bande dessinée de communication — aux côtés de Maud Millecamps pour Idées lumineuses à l'instigation de la confédération de la toiture. Elle anime également des ateliers et stages d'initiation à la bande dessinée organisés au Centre belge de la bande dessinée.
En 2019, Cornette lui propose le projet de Morphée, le petit paresseux pas si paresseux, publié en Guyane aux éditions Plume verte et faisant appel au financement participatif via la plate-forme Ulule. C'est une bande dessinée jeunesse dans lequel les auteurs se font les défenseurs de cet animal mal aimé. 
En outre, elle participe à l'album collectif Paroles de sourds sur un scénario de Éric Corbeyran aux éditions Delcourt en 2005 ainsi qu'à Amour et désir dans la collection « Contre-jour » aux éditions La Boîte à bulles en 2008.

## Œuvres

### Albums de bande dessinée
- Câlinée sous X[6], Carabas, Paris, janvier 2007
Scénario : Jean-Luc Cornette - Dessin et couleurs : Karo -  (ISBN 9782351001776),Réédition La Musardine, 2012. Grand format.  (ISBN 978-2-84271-525-0)
- Arthur et Janet : À fleur de peaux[8], Drugstore, Issy-les-Moulineaux, janvier 2007
Scénario : Jean-Luc Cornette - Dessin et couleurs : Karo -  (ISBN 9782723467278)

- Morphée, le petit paresseux pas si paresseux, Plume Verte, Rémire-Montjoly, 5 janvier 2021
Scénario et couleurs : Jean-Luc Cornette - Dessin : Caroline Gysen -  (ISBN 978-2-353-86026-5)

- Entreprises VS Amiante, Scénario : Caroline Gysen, Dessin : Maud Millecamps, Idées lumineuses, 2021
- (nl) Bedrijven VS Asbest[16], Scénario : Caroline Gysen, Dessin : Maud Millecamps.

### Collectifs
- 4. Paroles de sourds, Delcourt, coll. « Encrages », Paris, 21 octobre 2005
Scénario : collectif - Dessin : collectif dont Karo - Couleurs : noir et blanc -  (ISBN 2756000140)
- Amour et désir[17], La Boîte à bulles, coll. « Contre-jour », Antony, 7 février 2008
Scénario : collectif - Dessin : collectif dont Karo - Couleurs : noir et blanc -  (ISBN 9782849530580),Format comics.
- Suisse - Belgique, Castagniééé, Vevey, mai 2008
Scénario : collectif dont Jean-Luc Cornette - Dessin : collectif dont Karo - Couleurs : noir et blanc -  (ISBN 978-2-940346-28-8)

#### Livres
: document utilisé comme source pour la rédaction de cet article.
- Philippe Mellot, Michel Denni, Laurent Turpin et Isabelle Morzadec, Trésors de la bande dessinée : BDM 2023-2024 - Catalogue encyclopédique et Argus, Paris, Les Arènes, novembre 2022, 23e éd., 1677 p., ill. ; 23 cm (ISBN 9791037507280, OCLC 1351462460, présentation en ligne), p. 88, 227, 927. .

#### Articles
- Karo (interviewée par Nicolas Anspach), « Karo : « Il n’y a pas plus universel que les sentiments humains » », ActuaBD,‎ 11 février 2007 (lire en ligne, consulté le 13 juin 2023).